# Harsiese A
Hedjkheperre Setepenamun Harsiese A là một Đại tư tế của Amun, sau đó trở thành Pharaon trong lịch sử Ai Cập cổ đại. Ông đã cai trị Thượng Ai Cập trong khoảng năm 874 – 850 TCN, tạo dựng nên Vương triều thứ 23 tồn tại song song với Vương triều thứ 22. Tuy nhiên, một số học giả lại cho rằng, Harsiese mất vào năm 841 hoặc 834 TCN.

## Thân thế
Harsiese A là con của Đại tư tế Amun Shoshenq C và là cháu nội của pharaon Osorkon I của Vương triều thứ 22. Harsiese có một người con trai không rõ tên, do chữ khắc tên người này đã bị tẩy xóa, được tìm thấy trên một nắp quan tài ở Coptos. Ngoài ra, Harsiese A có thể có hai người con gái:
- Isisweret lấy tư tế Harsiese C (họ hàng với Harsiese A), sinh tư tế Djedkhonsefankh C. Người con gái này chỉ được biết qua một tấm bia gỗ, được chôn cùng bà trong nghĩa trang các vua Ramesses[2][3].
- Taditanebethen, chôn tại Abydos[2][4].

Theo đó, bản thân Harsiese và con trai ông chưa từng được phong Đại tư tế mà chỉ là một vị tư tế bình thường, nhưng một điều chắc chắn là ông đã có một triều đại độc lập tại Thebes. Một người thứ hai cũng được gọi là Harsiese: Harsiese B, người được chứng thực rõ ràng là một Đại tư tế Amun dưới triều vua Osorkon II và Shoshenq III (anh em họ với Harsiese A), theo Karl Jansen-Winkeln.

## Trị vì
Harsiese A được cho là đã cai trị Thebes trước năm thứ tư của Osorkon II. Sự kiểm soát của Osorkon II sau đó đối với thành phố này chỉ được ghi nhận lần đầu tiên vào năm thứ 12 của Osorkon. Điều này có nghĩa là Harsiese đã qua đời vào khoảng thời gian này.
Nếu Harsiese đã cai trị tại Thebes song song với vua Takelot I (cha của Osorkon II), nó có thể giúp giải thích tại sao các văn bản thuộc các năm thứ 5, 8, 14 của Takelot I lại bị bỏ trống tên nhà vua, mặc dù người ghi chép là hai Đại tư tế Iuwelot và Smendes III, là anh em cùng cha với Shoshenq C và Takelot I. Vì vậy, có thể có sự tranh đoạt quyền kiểm soát tại Thebes giữa Takelot I và Harsiese A. Các tư tế đã không tham gia vào cuộc tranh giành này bằng cách bỏ qua tên của vua trị vì trên các văn bản.

## Qua đời
Harsiese A được chôn cất trong một ngôi mộ ở Medinet Habu, được xây bằng những khối gạch đá của các công trình khác. Cỗ quan tài bằng đá granite trống không, ngoại trừ cái nắp mang hình đầu chim ưng (Horus), vốn được dành cho công chúa Henutmire, em gái của Ramesses II Đại đế, người mà không tìm thấy mộ phần trong Thung lũng các Hoàng hậu.
Ngoài ra, các nhà khảo cổ còn phát hiện nhiều vật dụng khác, hầu hết được lưu giữ ở Bảo tàng Cairo, bao gồm: 4 bình canopic không có nắp đặt trong các hốc tường, và 224 tượng shabti bằng sứ màu xanh lá (hiện nằm ở các bảo tàng thuộc Cairo và Chicago). Bên cạnh đó, một hộp sọ có lẽ là của Harsiese, với một lỗ vuông ngay trên trán bởi việc khoan xương, được cho là đã thực hiện trước khi nhà vua qua đời không lâu.